# Polypedates iskandari
Polypedates iskandari es una especie de anfibios anuros de la familia Rhacophoridae.
Es endémica de Célebes (Indonesia). 
Esta especie se encuentra en peligro por la pérdida de su hábitat natural.